# Bellingham (Northumberland)
Bellingham – wieś w Anglii, w hrabstwie Northumberland. Leży 46 km na północny zachód od miasta Newcastle upon Tyne i 428 km na północ od Londynu.